# Wiesław Pluta
Wiesław Aleksander Pluta (ur. 19 września 1939 w Zborowie) – prof. dr hab. inż, kierował Katedrą Finansów Przedsiębiorstwa i Zarządzania Wartością w Instytucie Zarządzania Finansami Uniwersytetu Ekonomicznego we Wrocławiu, rektor Akademii Ekonomicznej we Wrocławiu w latach 1987–1990.

## Publikacje
Autor licznych publikacji z zakresu zarządzania finansami, planowania finansowego i budżetowania kapitałowego. Autor i współautor licznych publikacji z zakresu ekonometrii i budżetowania kapitałowego:
- Budżetowanie kapitałów, red., współautor z T. Jajugą, G. Michalskim, T. Słońskim i in., Warszawa 2000),

planowania finansowego: 
- Planowanie finansowe w przedsiębiorstwie, Warszawa 2003, ISBN 83-208-1450-2,
- Krótkoterminowe zarządzanie kapitałem, współautor z G. Michalskim Warszawa 2005, ISBN 83-7387-406-2) i finansów:
- Finanse małych i średnich przedsiębiorstw, red., współautor z T. Jajugą, G. Michalskim, T. Słońskim i in., Warszawa 2004)